# Ley del candado

Caricatura de Manuel Tovar Siles que muestra a Canalejas intentando sujetar al clericalismo (en forma de burro). El pie de imagen dice: «¡Eh, mi amigo! Hay que atarlo más corto ó acortarle la ración».

Ley del candado es el término coloquial, que también utiliza la historiografía, para designar a una ley de diciembre de 1910, promovida por el presidente del Consejo de Ministros español, José Canalejas, que prohibía durante dos años el establecimiento de nuevas órdenes religiosas en España.
Canalejas, de orientación liberal progresista, pretendía mitigar la confesionalidad católica consagrada en la Constitución de 1876 al tiempo que frenar el creciente anticlericalismo de amplias capas sociales, reforzando el carácter laico del Estado. Ante la negativa papal a negociar el Concordato de 1851, optó por limitar unilateralmente la actividad de las órdenes religiosas.

## Historia
La política religiosa fue una de las prioridades del gobierno de José Canalejas. El objetivo final de la misma, según Javier Tusell, era lograr una separación "amistosa" de la Iglesia y del Estado "a la que Canalejas quería llegar a través de negociaciones llevadas lo más discretamente posible". El problema fue que el Vaticano, "que por aquellos años estaba obsesionado con la condena del modernismo", no estaba dispuesto a modificar la posición de privilegio que tenía la Iglesia católica en España.
Para fortalecer la posición del Estado, Canalejas se propuso reducir el peso de las órdenes religiosas mediante una ley que las tratara como asociaciones, excepto a las dos reconocidas en el Concordato de 1851. Mientras las Cortes debatían la nueva ley, se aprobó en diciembre de 1910 una disposición transitoria y temporal conocida como "Ley del Candado" según la cual no se podrían establecer nuevas órdenes religiosas en España durante los dos años siguientes. Pero la ley quedó prácticamente sin efecto al aprobarse una enmienda según la cual si pasados dos años no se había aprobado la nueva ley de asociaciones se levantaría la restricción. Y eso fue lo que acabó sucediendo pues esa ley nunca vio la luz y el número de religiosos siguió creciendo. A pesar de todo, Canalejas, devoto católico, fue considerado el enemigo de la religión católica, en un momento en que se vivía bajo la conmoción producida por la revolución portuguesa de 1910 que había acabado con la Monarquía y proclamado la Primera República Portuguesa.
A Canalejas se le acusó de pretender descatolizar España y de estar al servicio de la masonería. En la campaña contra él tuvo un especial protagonismo la recién creada Asociación Católica Nacional de Propagandistas, encabezada por el abogado y periodista Ángel Herrera Oria, y su periódico El Debate. La campaña católica se inició antes incluso de la discusión y aprobación de la "Ley del Candado" ya que comenzó en junio de 1910 con motivo de la aprobación por el gobierno de una norma que permitía a las confesiones no católicas exhibir algún signo externo en sus templos que los reconociera como tales. La confrontación entre el gobierno y la Iglesia Católica fue tan intensa que España llegó a retirar a su embajador ante la Santa Sede.